# Xyalaspis
Xyalaspis is een geslacht van vliesvleugelige insecten van de familie Figitidae.

## Soorten
- X. armata (Giraud, 1860)
- X. laevigata Hartig, 1843
- X. petiolata Kieffer, 1901
- X. spinigera (Reinhard, 1860)
- X. subulifera (Thomson, 1862)